# Smile (entreprise)
Pour les articles homonymes, voir Smile.
 (mars 2012).
Smile est une société de services en logiciels libres française spécialisée dans l’intégration de solutions open source. Créée en 1991, elle est présente en France, en Suisse, aux Pays-Bas, en Belgique, au Luxembourg, au Maroc et en Ukraine.
Smile intervient en conseil, en conception, intégration et réalisation, dans le déploiement de solutions open source, ainsi que la conception et la réalisation de plateformes appuyées sur des produits et outils open source. Son offre couvre aussi la formation, le support et l'hébergement.

## Historique
(octobre 2017).
La société est fondée au début des années 90 par quatre Français. Au début des années 2000, elle se positionne exclusivement sur des technologies open source.
- 1991 : Création de Smile, par Jérôme Prompsy, Cyrille Chignardet, Alain Arditi et Patrice Bertrand. Le positionnement initial est celui des applications client-serveur légères, développées en mode « Développement rapide d'applications ».
- 2009 : Augmentation de capital d'un montant de 2,5 millions d'euros, souscrite par Edmond de Rothschild Investment Partners (décembre).
- 2010 : Ouverture d'une filiale à Amsterdam, couvrant le Benelux[3]
- 2013 : Ouverture d’une filiale en Côte d’Ivoire (février), couvrant l'Afrique subsaharienne.
- 2014 : Acquisition de Smile par Keensight Capital.
- 2016 : Smile rachète OpenWide (dont la branche spécialiste du digital mobile Neopixl) et passe à près de 1000 salariés. Smile, en partenariat avec l'EPSI, lance l'Open Source School.
- 2017 : Smile rachète Hypertexte[4] et Eurazeo PME devient actionnaire majoritaire en remplacement de Keensight Capital[5].
- 2018 : Smile fait les acquisitions successive de Virtua, une agence digitale indépendante suisse en janvier, puis d'Adyax spécialiste du CMS Drupal implanté en France et en Ukraine en septembre[6].
- 2019 : Smile devient actionnaire majoritaire de SensioLabs, société à l'origine du framework Symfony[7].
- 2019 : Fort de sa première belle expérience, Keensight Capital décide de revenir au capital de Smile, en tant qu''actionnaire majoritaire, aux côtés de Eurazeo PME[8].
- 2021 : Acquisition de UX-Republic, cabinet de conseil spécialisé en expérience utilisateur (User Experience)[9].
- 2021 : Acquisition d'Alterway, n°2 français de l'open source. Services applicatifs et de hosting[10].

## Implantations
La société est présente en France, au Maroc et dans plusieurs pays européens.

## Open Source School (OSS)
En février 2016, la société Smile et l'EPSI, une école d'ingénierie informatique, lancent l'Open Source School (OSS). Cette école destinée à la formation informatique Open Source offre trois services :
- Une formation initiale avec un cursus sur 3 ans en alternance à partir d'un bac +2 sanctionné par un diplôme d'état de niveau I RNCP (bac+5), Expert en Informatique et Système d’Information de l’EPSI
- formation professionnelle continue
- Une reconversion permettant le retour à l’emploi (POE) à travers une formation de 4 à 6 mois en partenariat avec Pôle emploi[réf. nécessaire]

L’école possède des campus à Bordeaux, Lille, Lyon, Montpellier, Nantes et Paris.[réf. nécessaire]

## Changement d'actionnariat
En décembre 2013, Keensight Capital rachète les parts des fondateurs et devient actionnaire majoritaire de Smile, avec à ses côtés le fonds Edmond de Rothschild Investment Partners, entré au capital de Smile en 2009,. À la suite de cette opération, les fondateurs de Smile quittent leurs fonctions de dirigeants début 2014, Alain Arditi conservant sa fonction de directeur de l'activité hosting jusqu'à son départ en novembre 2016.
En mai 2017, Eurazeo PME reprend les parts de Keensight Capital face à Apax Partners et à IK Investment Partners et devient actionnaire majoritaire en valorisant la société à plus 100 millions d'euros.
En mai 2019, Keensight Capital devient à nouveau actionnaire majoritaire de Smile.

## Chiffres
|                                         | 2005  | 2006  | 2007   | 2008   | 2009   | 2010   | 2011   | 2012   | 2013   | 2014   | 2015   | 2016   | 2017   | 2018    | 2019    | 2020   |
| --------------------------------------- | ----- | ----- | ------ | ------ | ------ | ------ | ------ | ------ | ------ | ------ | ------ | ------ | ------ | ------- | ------- | ------ |
| Chiffre d’affaires (en millier d'euros) | 5 941 | 9 039 | 14 247 | 17 431 | 20 522 | 25 519 | 37 500 | 45 800 | 47 900 | 53 000 | 69 500 | 75 300 | 84 410 | 102 500 | 124 500 | 95 200 |
| Croissance                              |       | 52 %  | 57 %   | 22 %   | 18 %   | 24 %   | 47 %   | 23 %   | 12 %   | 11 %   | 30 %   | 9 %    | 14 %   | 21%     | 20%     | -9%    |
| Effectif France                         | 96    | 140   | 204    | 272    | 285    | 335    | 490    | 520    | 575    | 620    | 700    | 800    | 900    | 950     | 1000    | 960    |
| Effectif Monde                          | 104   | 150   | 214    | 297    | 330    | 430    | 620    | 670    | 700    | 750    | 850    | 950    | 1200   | 1400    | 1700    | 1600   |

## Direction
- Marc Palazon (Président)
- Ludovic Perdrijat (CEO France)